# Вюшран
Вюшран (фр. Vucherens) — громада в Швейцарії в кантоні Во, округ Бруа-Вюлі.

## Географія
Громада розташована на відстані близько 65 км на південний захід від Берна, 16 км на північний схід від Лозанни.
Вюшран має площу 3,3 км², з яких на 12,2 % дозволяється будівництво (житлове та будівництво доріг), 64,2 % використовуються в сільськогосподарських цілях, 23,2 % зайнято лісами, 0,3 % не є продуктивними (річки, льодовики або гори).

## Демографія
2019 року в громаді мешкало 577 осіб (+8,7 % порівняно з 2010 роком), іноземців було 17,9 %. Густота населення становила 176 осіб/км².
За віковим діапазоном населення розподілялося таким чином: 23,2 % — особи молодші 20 років, 62 % — особи у віці 20—64 років, 14,7 % — особи у віці 65 років та старші. Було 234 помешкань (у середньому 2,5 особи в помешканні).
Із загальної кількості 189 працюючих 22 було зайнятих в первинному секторі, 15 — в обробній промисловості, 152 — в галузі послуг.